# Stephanie McLean (femme politique)
Pour les articles homonymes, voir Stephanie McLean et McLean.
Stephanie Veronica McLean, née le 2 mars 1987 à Calgary, est une femme politique canadienne en Alberta et en Colombie-Britannique.
De 2015 à 2019, elle représente la circonscription de Calgary-Varsity à l'Assemblée législative de l'Alberta pour le Nouveau Parti démocratique de l'Alberta (NPDA). Elle est ministre du Statut de la Femme et ministre de Service Alberta dans le cabinet de la première ministre Rachel Notley de février 2016 à juin 2018.
Depuis avril 2025, elle représente à titre de députée libérale de la circonscription fédérale d'Esquimalt—Saanich—Sooke à la Chambre des communes du Canada. Elle est nommée secrétaire d'État aux aînés le mois suivant.

## Biographie
Née à Calgary en Alberta, elle réalise un Juris Doctor de l'école de droit de l'université de Calgary.

## Carrière politique
Alors qu'elle siège enceinte à l'Assemblée législative de l'Alberta, elle devient la première à donner naissance en février 2016. Sa grosses amène de nombreuses questions en matière de logistique et de règles internes quant aux grossesse, congé de maternité et soutien aux nouveaux parents de l'Assemblée législative. Un comité réunissant tout les partis et alors mis en place afin d'émettre des recommandations et permettre à la législature de permettre de répondre aux obligations familiales de ses membres.
Après son passage en politique provinciale albertaine, elle s'installe à Colwood  sur l'île de Vancouver en Colombie-Britannique.
Le 31 mars 2025, elle remporte l'investiture libérale dans la circonscription d'Esquimalt—Saanich—Sooke.